# Христо Колчаков
 Тази статия е за просветния деец.  За архитекта вижте Христо Колчаков (архитект).  
Христо (Ица) Колчаков е български просветен деец от късното българско възраждане в Македония.

## Биография
Христо Колчаков е роден в град Прилеп, тогава в Османската империя. Преподава в българското взаимно училище в родния си град между 1859 и 1864 година, след това се занимава с търговия. Впоследствие е помощник-учител на Георги Икономов заедно със Секула Дръндаров в Прилепското българско мъжко класно училище.